# BLRT Grupp
BLRT Grupp (de Balti Laevaremonditehas signifiant Usine de réparation de navires de la Baltique) est une entreprise de construction navale dont le siège est situé à Tallinn, en Estonie.

## Présentation
L'entreprise possède en outre des chantiers navals en Lituanie, Finlande et en Norvège. Ses filiales spécialisées dans la construction et la réparation navale sont le chantier naval de Tallinn, Vakarų laivų gamykla, Baltijos laivų statykla (en), le chantier de réparation navale de Turku et BLRT Fiskerstrand,
Le 14 décembre 2011, Fiskerstrand BLRT livre le plus grand ferry propulsé au GNL au monde, le MF Boknafjord, à l'entreprise norvégienne Fjord1,,  Another LNG-fired ferry, MF Edøyfjord, was delivered on 30 January 2012.